# Władimir Iljin (piłkarz)
Władimir Wasiljewicz Iljin, ros. Владимир Васильевич Ильин (ur. 15 stycznia 1928 w Kołomnie; zm. 17 lipca 2009 w Moskwie) – radziecki piłkarz, grający na pozycji napastnika, trener piłkarski.

## Kariera piłkarska

### Kariera klubowa
Wychowanek klubu Traktor Kirow. W 1944 rozpoczął karierę piłkarską w Łokomotywie Charków. 30 sierpnia 1946 debiutował w składzie Dinama Moskwa, w którym występował przez 12 lat. Posiadał umiejętność przewidywania rozwoju ataku, sprawnie wychodził na dobre pozycje strzeleckie w polu karnym rywali, mocno i dokładnie uderzał obiema nogami. Był najbardziej użytecznym graczem Dinama w latach 1953-1956. Żadnego razu nie pomylił się przy wykonaniu karnych. Kilka lat był najlepszym strzelcem zespołu, znajduje się w pierwszej dziesiątce najlepszych strzelców Dinama Moskwa za wszystkie lata. W 1958 przeszedł do Dinama Kirow, w którym pełnił funkcję kapitana drużyny. W 1960 zakończył swoją karierę piłkarską.

### Kariera reprezentacyjna
W latach 1954–1956 występował w drugiej reprezentacji Związku Radzieckiego.

## Kariera trenerska
Po zakończeniu kariery piłkarskiej w 1960 roku ukończył szkołę trenerów w GCOLIFK w Moskwie. W latach 1961–1964 prowadził Dinamo Briańsk. Od 1965 roku pracował w Dinamie Moskwa na różnych stanowiskach: asystenta trenera (1965-1971 i 1975-76), administratora (1972-1974), trenera juniorskich i młodzieżowych zespołów SDJuSzOR "Dynamo" (1977-1988), trenera dziecinnych i juniorskich drużyn w DJuSSz "Dynamo-3" (1989-2000). Spośród jego wychowanków: Andriej Kobielew, Andriej Czernyszow, Rawil Sabitow. Zmarł 17 lipca 2009 w Moskwie. Został pochowany na Cmentarzu Nikoło-Archangielskim pod Moskwą.

## Sukcesy i odznaczenia

### Sukcesy klubowe
- mistrz ZSRR: 1949, 1954, 1955
- wicemistrz ZSRR: 1948, 1950, 1956
- brązowy medalista Mistrzostw ZSRR: 1952
- zdobywca Pucharu ZSRR: 1953
- finalista Pucharu ZSRR: 1949, 1950
- mistrz Spartakiady Narodów Rosyjskiej FSRR w składzie obwodu kirowskiego: 1959

### Sukcesy indywidualne
- król strzelców Mistrzostw ZSRR: 1954 (11 goli)

### Odznaczenia
- tytuł Mistrza Sportu ZSRR: 1965
- tytuł Zasłużonego Trenera Sportu Rosyjskiej FSRR: 1969